# Profilozók (televíziós sorozat)
A Profilozók (eredeti cím: Profilage) 2009-ben bemutatott francia televíziós sorozat, amelyet Fanny Robert és Sophie Lebarbier készített. 
A sorozatot Franciaországban a TF1 mutatta be 2009. április 23-án, Magyarországon az AXN kezdte el adni 2012. április 19-én.

## Háttér
A sorozatban Chloé Saint-Laurent, majd Adèle Delettre, végül Élisa Bergman kriminálpszichológusok, a párizsi Igazságügyi Rendőrség (DPJ) 3. osztálya nyomozóinak segítenek különféle bűnesetek megoldásában. Kivételes tudásuk és érzékenységük lehetővé teszik számukra, hogy belehelyezzék magukat a gyilkosok lelkiállapotába ezáltal megértve motivációikat, s a nyomozókkal felgöngyölíteni a legborzasztóbb bűneseteket.

## Szereplők
- Odile Vuillemin: Chloé Saint-Laurent
- Juliette Roudet: Adèle Delettre
- Shy'm: Élisa Bergman (10. évadtól)[1]
- Guillaume Cramoisan: Matthieu Pérac
- Philippe Bas: Thomas Rocher
- Vanessa Valence: Fred Kancel
- Sophie de Fürst: Emma Tomasi
- Raphaël Ferret: Hyppolite de Courtène
- Jean-Michel Martial: Grégoire Lamarck
- Didier Ferrari & Guillaume de Tonquédec: Le doc
- Valérie Dashwood: Bérénice
- Julia Piaton (4–6) / Diane Dassigny (7–): Jessica Kancel
- Benjamin Baroche: Antoine Garrel
- Laurent Hennequin: Alexandre Hoffman
- Marie Kremer: Louise Drancourt

## Epizódok
| Évad | Évad | Részek száma | Francia sugárzás    | Francia sugárzás   | Francia adó | Belga sugárzás      | Belga sugárzás      | Belga adó | Magyar sugárzás      | Magyar sugárzás     | Magyar adó |
| Évad | Évad | Részek száma | Évadbemutató        | Évadzáró           | Francia adó | Évadbemutató        | Évadzáró            | Belga adó | Évadbemutató         | Évadzáró            | Magyar adó |
| ---- | ---- | ------------ | ------------------- | ------------------ | ----------- | ------------------- | ------------------- | --------- | -------------------- | ------------------- | ---------- |
|      | 1    | 6            | 2009. április 23.   | 2009. május 7.     | TF1         | 2013. május 25.     | 2013. június 1.     | La Une    | 2012. április 19.    | 2012. május 24.     | AXN        |
|      | 2    | 12           | 2010. május 27.     | 2010. december 2.  | TF1         | 2013. június 8.     | 2013. július 13.    | La Une    | 2012. május 31.      | 2012. augusztus 16. | AXN        |
|      | 3    | 12           | 2012. március 15.   | 2012. április 19.  | TF1         | 2013. július 20.    | 2013. augusztus 24. | La Une    | 2012. augusztus 21.  | 2012. november 6.   | AXN        |
|      | 4    | 12           | 2013. szeptember 5. | 2013. október 10.  | TF1         | 2013. augusztus 31. | 2013. október 5.    | La Une    | 2013. szeptember 10. | 2013. november 26.  | AXN        |
|      | 5    | 12           | 2014. október 16.   | 2014. december 4.  | TF1         | 2014. augusztus 30. | 2014. november 8.   | La Une    | 2015. május 19.      | 2015. augusztus 4.  | AXN        |
|      | 6    | 10           | 2015. november 5.   | 2015. december 10. | TF1         | 2015. október 31.   | n/a                 | La Une    | 2016. június 28.     | 2016. augusztus 30. | AXN        |
|      | 7    | 10           | 2016. október 20.   | 2016. december 8.  | TF1         | 2016. október 15.   | 2016. november 19.  | La Une    | 2017. június 14.     | 2017. augusztus 16. | AXN        |
|      | 8    | 10           | 2017. szeptember 7. | 2017. október 5.   | TF1         | 2017. szeptember 5. | 2017. október 3.    | La Une    | 2018. június 17.     | 2018. július 21.    | AXN        |
|      | 9    | 10           | 2019. január 10.    | 2019. február 7.   | TF1         | 2018. december 1.   | 2018. december 29.  | La Une    | 2019. május 19.      | 2019. június 22.    | AXN        |

## Fordítás
Ez a szócikk részben vagy egészben  a   Profilage (TV series) című angol Wikipédia-szócikk ezen változatának fordításán alapul.  Az eredeti cikk szerkesztőit annak laptörténete sorolja fel. Ez a jelzés csupán a megfogalmazás eredetét és a szerzői jogokat jelzi, nem szolgál a cikkben szereplő információk forrásmegjelöléseként.